# Kobajasi Júki (labdarúgó, 1992)
Kobajasi Júki (Tokió, 1992. április 24. –) japán válogatott labdarúgó.

## Nemzeti válogatott
A japán válogatottban 2 mérkőzést játszott.

## Statisztika
| Japán válogatott | Japán válogatott | Japán válogatott |
| Időszak          | Mérk.            | gól              |
| ---------------- | ---------------- | ---------------- |
| 2016             | 2                | 1                |
| Összesen         | 2                | 1                |